# Нуайель-су-Ланс
Нуайе́ль-су-Ланс (фр. Noyelles-sous-Lens, пикард. Noïelles-dsous-Lins) — коммуна во Франции, регион О-де-Франс, департамент Па-де-Кале, округ Ланс, кантон Арн. Пригород Ланса, примыкает к нему с востока, в 3 км от центра города, на автомагистрали А21 «Рокад Миньер».
10 марта 1906 года на шахте в округе Ланс произошёл крупнейший в истории Европы взрыв, унёсший жизни 1099 рабочих (в том числе 102 жителей Нуайеля), среди которых было много детей.
Население (2018) — 6 646 человек.

## Достопримечательности
- Церковь Святого Амана, восстановленная из руин после Первой мировой войны в стиле неоготика
- Памятник жертвам взрыва 1906 года и памятник погибшим в Первой мировой войне с двух сторон перед церковью

## Экономика
Структура занятости населения:
- сельское хозяйство — 0,0 %
- промышленность — 5,0 %
- строительство — 11,4 %
- торговля, транспорт и сфера услуг — 54,8 %
- государственные и муниципальные службы — 28,8 %

Уровень безработицы (2017) — 20,5 % (Франция в целом — 13,4 %, департамент Па-де-Кале — 17,2 %). 

Среднегодовой доход на 1 человека, евро (2017) — 16 160 (Франция в целом — 21 110, департамент Па-де-Кале — 18 610)..

## Демография
Динамика численности населения, чел.

## Администрация
Пост мэра Нуайель-су-Ланса с 2008 года занимает Ален Роже (Alain Roger). На муниципальных выборах 2020 года возглавляемый им левый список победил в 1-м туре, получив 68,54 % голосов.
| Период | Период | Фамилия         | Партия                  | Примечания                                        |
| ------ | ------ | --------------- | ----------------------- | ------------------------------------------------- |
| 1977   | 2000   | Фернан Кювилье  | Социалистическая партия | работник мэрии, затем кассир в кассе взаимопомощи |
| 2000   | 2008   | Эрве Жанишевски | Социалистическая партия |                                                   |
| 2008   |        | Ален Роже       | Разные левые            |                                                   |

## Знаменитые уроженцы
- Эдита Пьеха (р. 1937), советская и российская певица.

## Города-побратимы
- Раундстон, Ирландия
- Щецинек, Польша

## Галерея
- Церковь Святого Амана
- Памятник жертвам взрыва 1906 года

1. 1 2  база данных о французских коммунах — Национальный географический институт Франции, 2015.